# Lampides phaneas
Lampides phaneas är en fjärilsart som beskrevs av Hans Fruhstorfer 1921. Lampides phaneas ingår i släktet Lampides och familjen juvelvingar. Inga underarter finns listade i Catalogue of Life.